# Уряд Об'єднаних Арабських Еміратів
Уряд Об'єднаних Арабських Еміратів — вищий орган виконавчої влади Об'єднаних Арабських Еміратів.

## Голова уряду
- Прем'єр-міністр — Мухаммад ібн Рашид Аль Мактум (англ. Muhammad bin Rashid Al Maktum).
- Віце-прем'єр-міністр — Мансур ібн Зайд Аль Нахайян (англ. Mansur bin Zayid Al Nuhayyan).
- Віце-прем'єр-міністр — Саїф ібн Зайд Аль Нахайян (англ. Saif bin Zayid Al Nuhayyan).

## Кабінет міністрів
Склад чинного уряду подано станом на 24 вересня 2014 року.
| Логотип                                                                            | Міністерство                                              | Міністр                                                                     | Фото | Час на посаді | Час на посаді | Партія | Партія | Вебсайт |
| ---------------------------------------------------------------------------------- | --------------------------------------------------------- | --------------------------------------------------------------------------- | ---- | ------------- | ------------- | ------ | ------ | ------- |
|                                                                                    | Міністерство кабінету міністрів                           | Мухаммад Абдалла аль-Гаргаві (Muhammad Abdallah al-Gargawi)                 |      |               |               |        |        |         |
|                                                                                    | Міністерство внутрішніх справ                             | Сейф ібн Зайд Аль Нахайян (Saif bin Zayid Al Nuhayyan)                      |      |               |               |        |        |         |
|                                                                                    | Міністерство екології і водних ресурсів                   | Рашид Ахмад ібн Фахд (Rashid Ahmad bin Fahd)                                |      |               |               |        |        |         |
|                                                                                    | Міністерство економіки                                    | Султан ібн Саїд аль-Мансурі (Sultan bin Said al-Mansuri)                    |      |               |               |        |        |         |
|                                                                                    | Міністерство енергетики                                   | Сухейл ібн Мухаммад аль-Мазруї (Suhail bin Muhammad al-Mazrui)              |      |               |               |        |        |         |
|                                                                                    | Міністерство житлово-комунального господарства            | Абдулла ібн Мухаммад аль-Нуаймі (Abdullah bin Muhammad Al-Nuaimi)           |      |               |               |        |        |         |
|                                                                                    | Міністерство закордонних справ                            | Абдалла ібн Зайд Аль Нахайян (Abdallah bin Zayid Al Nuhayyan)               |      |               |               |        |        |         |
| Державний міністр закордонних справ Анвар Мухаммад Гаргаш (Anwar Muhammad Gargash) | Міністерство закордонних справ                            |                                                                             |      |               |               |        |        |         |
|                                                                                    | Міністерство культури, молоді та розвитку громад          | Нахайян ібн Мубарак Аль Нахайян (Nuhayyan bin Mubarak Al Nuhayyan)          |      |               |               |        |        |         |
|                                                                                    | Міністерство оборони                                      | Мухаммад ібн Рашид Аль Мактум (Muhammad bin Rashid Al Maktum)               |      |               |               |        |        |         |
|                                                                                    | Міністерство освіти                                       | Хуссейн Ібрахім аль-Гамаді (Hussain Ibrahim al-Hamadi)                      |      |               |               |        |        |         |
|                                                                                    | Міністерство вищої освіти і науки                         | Гамдан ібн Мубарак Аль Нахайян (Hamdan bin Mubarak Al Nuhayyan)             |      |               |               |        |        |         |
|                                                                                    | Міністерство охорони здоров'я                             | Абд аль-Рахман Мухаммад аль-Увейс (Abd al-Rahman Muhammad al-Uwais)         |      |               |               |        |        |         |
|                                                                                    | Міністерство праці                                        | Сакр Губаш Саїд Губаш (Saqr Ghubash Said Ghubash)                           |      |               |               |        |        |         |
|                                                                                    | Міністерство розвитку та міжнародного співробітництва     | Лубна аль-Касімі (Lubna al-Qasimi)                                          |      |               |               |        |        |         |
|                                                                                    | Міністерство соціальної політики                          | Меріам бінт Мухаммад Халфан аль-Румі (Mariam bint Muhammad Khalfan al-Rumi) |      |               |               |        |        |         |
|                                                                                    | Міністерство у справах президента                         | Мансур ібн Зайд Аль Нахайян (Mansur bin Zayid Al Nuhayyan)                  |      |               |               |        |        |         |
|                                                                                    | Міністерство фінансів                                     | Хамдан ібн Рашид Аль Мактум (Hamdan bin Rashid Al Maktum)                   |      |               |               |        |        |         |
| Державний міністр фінансів Убейд Хумейд аль-Таїр (Ubayd Humaid al-Tayir)           | Міністерство фінансів                                     |                                                                             |      |               |               |        |        |         |
|                                                                                    | Міністерство юстиції                                      | Султан ібн Саїд аль-Баді (Sultan bin Said al-Badi)                          |      |               |               |        |        |         |
|                                                                                    | Державний міністр у справах Федеральної національної ради | Анвар Ґарґаш (Anwar Gargash)                                                |      |               |               |        |        |         |
|                                                                                    | Міністр без портфеля                                      | Абдалла ібн Мухаммад Гхубаш (Abdullah bin Muhammad Ghubash)                 |      |               |               |        |        |         |
|                                                                                    | Міністр без портфеля                                      | Рім Ібрагім аль-Хашимі (Reem Ibrahim al-Hashimi)                            |      |               |               |        |        |         |
|                                                                                    | Міністр без портфеля                                      | Султан Ахмад Аль Джабір (Sultan Ahmad Al Jabir)                             |      |               |               |        |        |         |
|                                                                                    | Міністр без портфеля                                      | Майта Салім аль-Шамсі (Maitha Salim al-Shamsi)                              |      |               |               |        |        |         |

## Історія

### ВООЗ та ОАЕ
31 січня 2021 року Уряд Об'єднаних Арабських Еміратів на підтримку ініціативи ВООЗ оголосив про створення першого у світі логістичного альянсу по розподілу вакцин від COVID-19 за програмою COVAX в 2021 році, із залученням авіакомпанії Emirates, для перевезення, зберігання і оперативного розподілу вакцини по світу.